# Pieve di San Martino (Pellegrino Parmense)
La pieve di San Martino, nota anche come pieve di Iggio, è un luogo di culto cattolico dalle forme romaniche e neoclassiche situato a Iggio, piccola frazione di Pellegrino Parmense, in provincia di Parma e diocesi di Fidenza; è sede di una parrocchia compresa nel vicariato di Salsomaggiore Terme.

## Storia
L'originaria pieve "de Ilio" fu costruita probabilmente agli inizi dell'XI secolo; la prima testimonianza della sua esistenza risale infatti al 1040.
La chiesa romanica, a quell'epoca appartenente alla diocesi di Piacenza, aumentò la sua importanza nel XII secolo, quando ne risultavano dipendenti le cappelle di San Giovanni in Galla ultra montes, di Gunda, di Ceriato, di San Genesio e di Santa Cristina; quest'ultima, in precedenza sottoposta alla giurisdizione del vescovo di Parma, le fu assegnata nel 1176 con sentenza del papa Alessandro III.
Risale al 1195 un ulteriore documento a testimonianza dell'esistenza del luogo di culto, che forse fu quasi completamente ricostruito nel XV secolo.
L'edificio fu nuovamente ristrutturato nelle attuali forme neoclassiche nella seconda metà del XVIII secolo; un documento attesta, senza prove documentarie, che i lavori furono avviati nel 1755, ma nel 1774 il cantiere risultava sicuramente ancora aperto.
Nel 1924 la pieve fu restaurata, riportando alla luce il portale d'ingresso romanico originario.
La chiesa fu assegnata alla diocesi di Fidenza nel 2003.

## Descrizione

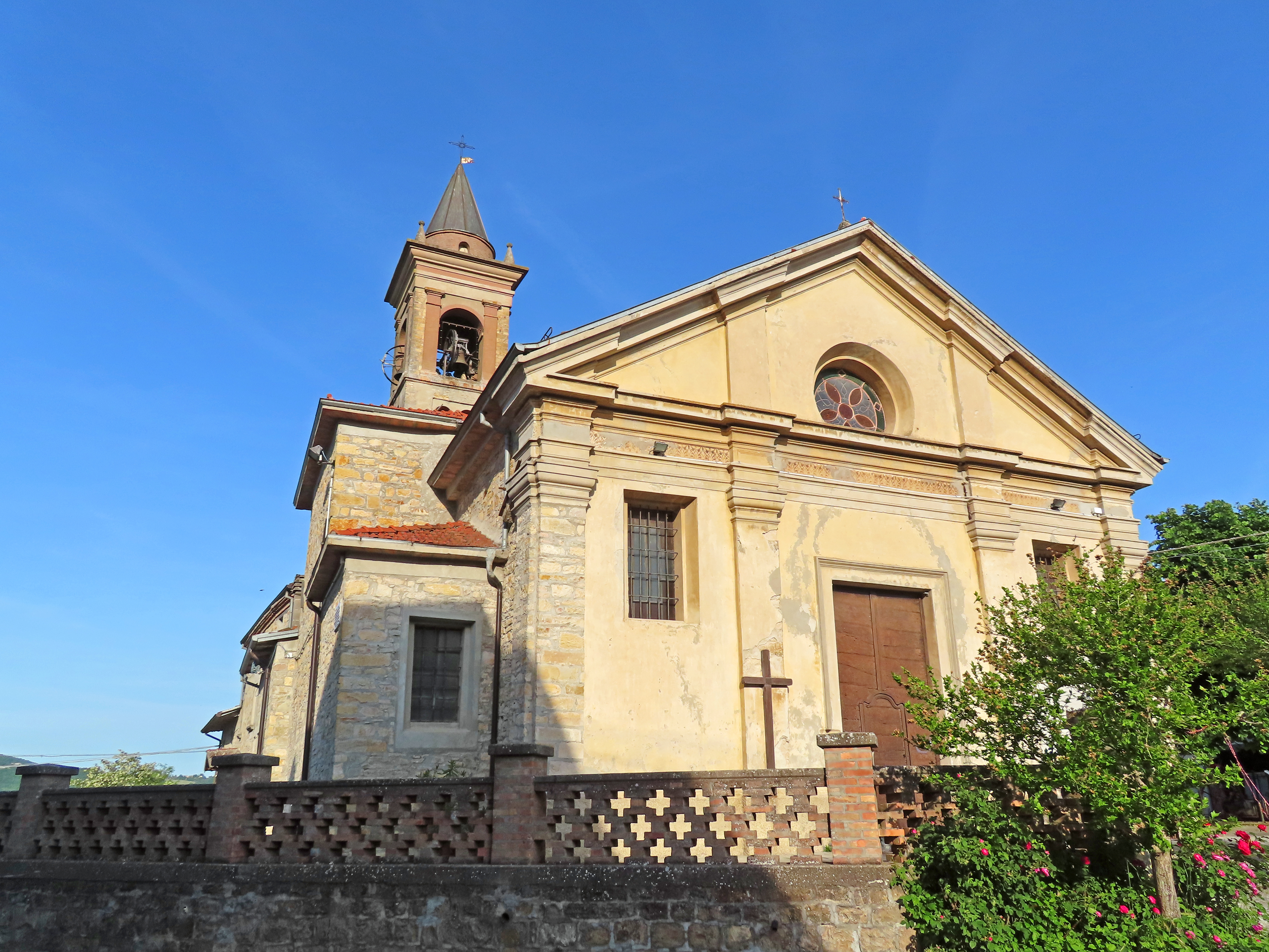
Facciata e lato nord

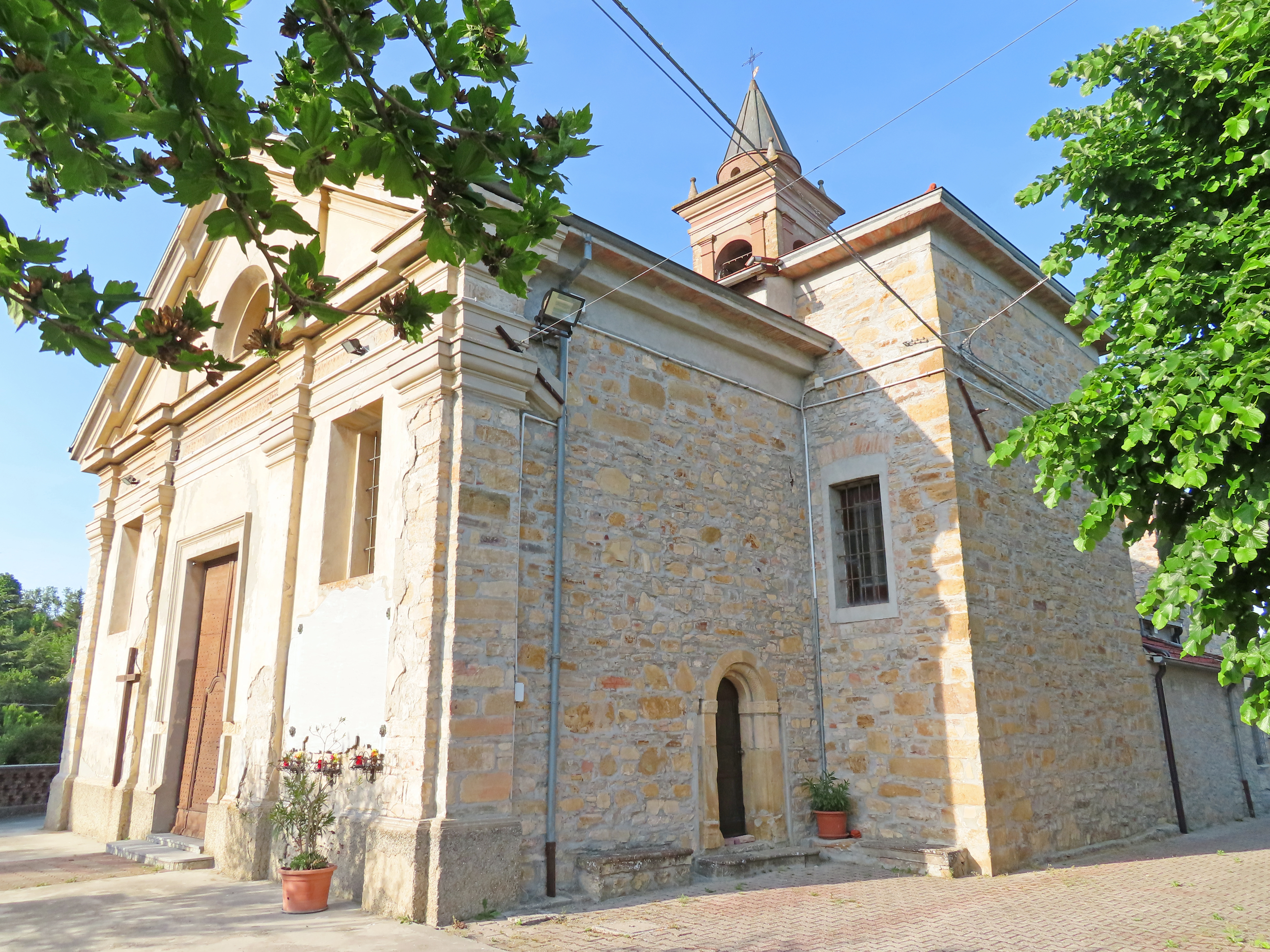
Facciata e lato sud

La pieve si sviluppa in posizione collinare su un impianto a navata unica e transetto, con ingresso rivolto a ovest e presbiterio a pianta rettangolare a est.
La simmetrica facciata intonacata è tripartita verticalmente da quattro lesene coronate da capitelli dorici a sostegno dell'architrave; al centro è collocato l'ampio portale d'ingresso principale, delimitato da cornice in materiale lapideo; sugli stipiti sono visibili alcuni blocchi squadrati di pietra decorati con bassorilievi, raffiguranti una colomba, due fiori stilizzati e una croce; i conci, rinvenuti durante i restauri del 1924, risalgono all'edificio romanico originario. Ai lati si aprono due finestre rettangolari, mentre a coronamento si eleva un ampio frontone triangolare, con timpano spezzato dalla prosecuzione delle lesene sottostanti; nel mezzo è presente un rosone strombato.

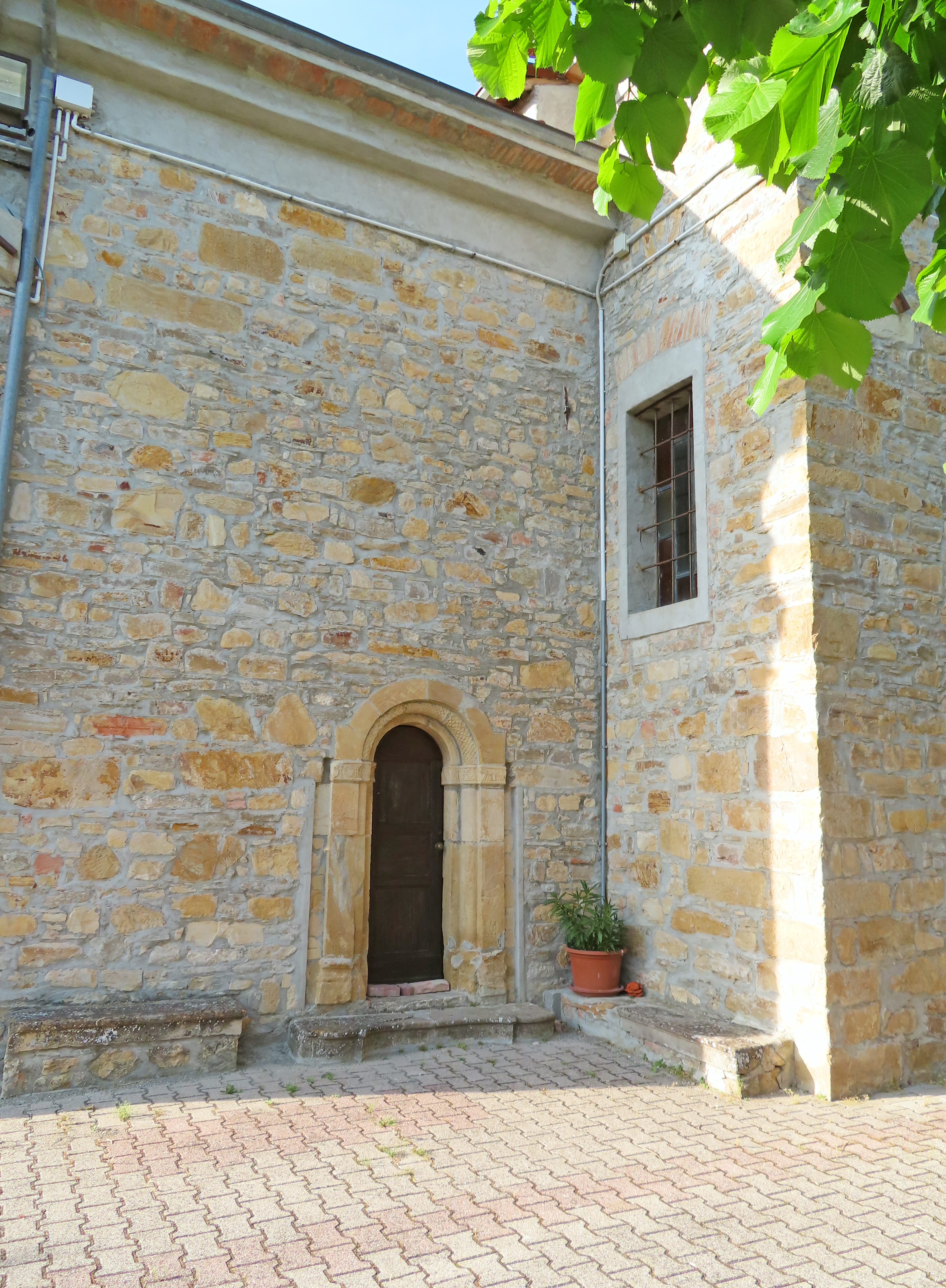
Lato sud

I fianchi sono interamente rivestiti in conci di pietra; sul lato meridionale è posizionato il pregevole portale d'ingresso secondario ad arco a tutto sesto, risalente all'XI secolo; profondamente strombato, è affiancato da tre lesene con capitelli scolpiti con motivi vegetali, raffiguranti foglie, fiori, palmette e un calice; l'archivolto è ornato nell'arco centrale con una griglia di losanghe e scaglie; i decori, tipicamente romanici, appartengono anche all'iconografia templare; per questo motivo alcuni studiosi ritengono che la chiesa possa essere appartenuta nei primi secoli della sua esistenza ai cavalieri dell'ordine medievale.
All'interno la navata e il transetto sono coperti da volte a botte intonacate e decorate con cornici e affreschi neoclassici; il presbiterio a pianta rettangolare ospita la settecentesca pala d'altare, raffigurante San Martino che dona il mantello a un mendico, e una Via Crucis ottocentesca.
Sulla destra la grande cappella del transetto è intitolata alla Madonna col Bambino; dietro all'altare l'ancona affrescata sul muro racchiude in una nicchia la statua della Madonna col Bambino. Più avanti la nicchia a lato del presbiterio ospita il simulacro dedicato a san Rocco.
Sulla sinistra a fianco dell'ingresso ai apre la cappella del battistero, che accoglie il fonte battesimale in pietra e, sulla parete, un olio raffigurante il Battesimo di Gesù. L'ampia cappella del transetto, intitolata al Sacro Cuore, conserva dietro all'altare l'ancona contenente la statua del Sacro Cuore di Gesù. Infine la nicchia a lato del presbiterio ospita il simulacro dedicato a sant'Antonio da Padova.
La sagrestia custodisce un dipinto cinquecentesco raffigurante la Madonna, un mobile seicentesco e un pregevole piviale settecentesco a fondo rosso.